# 로스 카라콜레스

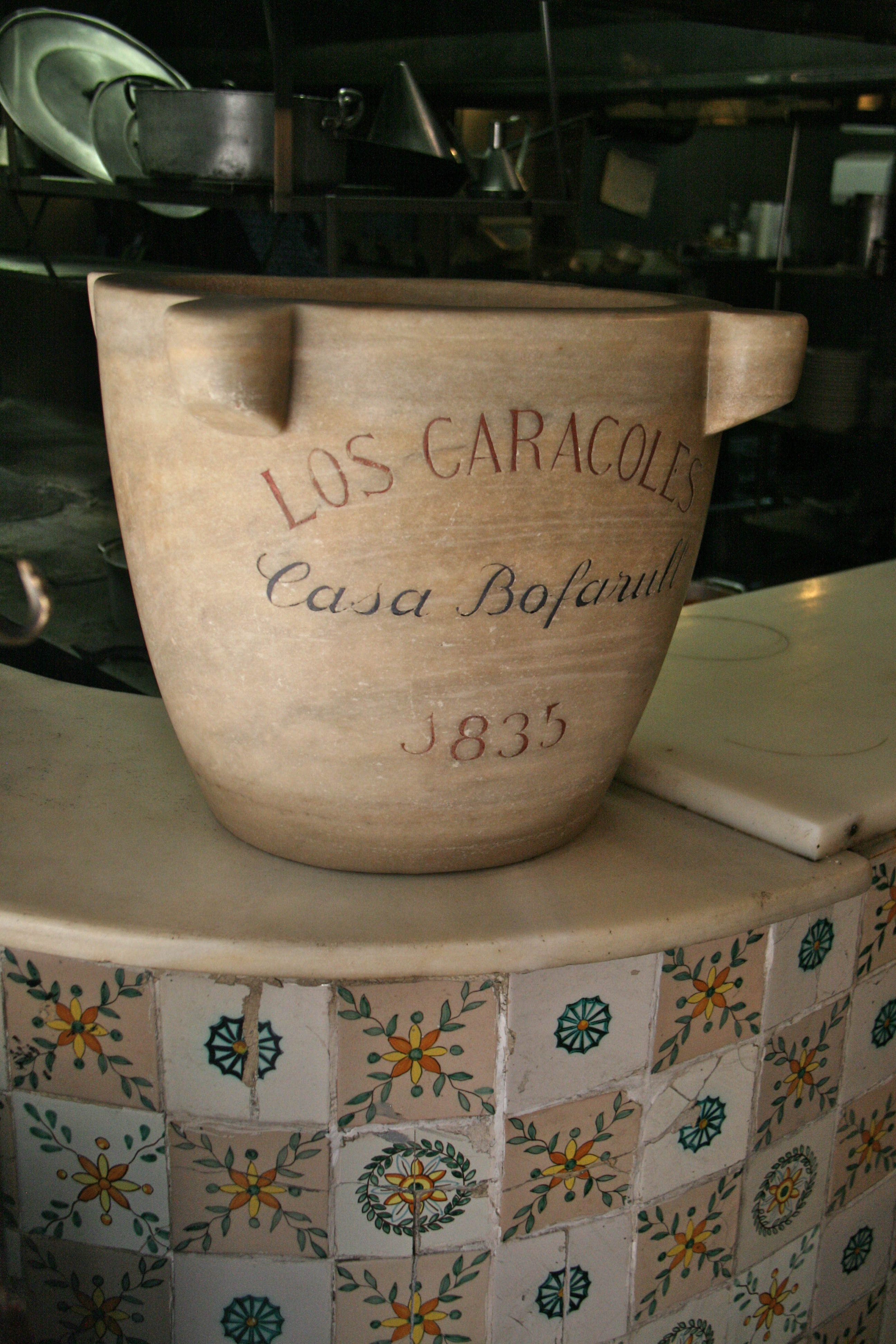
로스 카라콜레스

로스 칼라콜레스(스페인어: Los Caracoles)는 스페인 바르셀로나에 있는 레스토랑이다. 1835년 문을 열었다. 이 식당은 4대째 한 가족이 운영하고 있다.